# Hurrikaani-Loimaa 2017-2018
Questa voce raccoglie le informazioni riguardanti l'Hurrikaani-Loimaa nelle competizioni ufficiali della stagione 2017-2018.

## Organigramma societario
Area direttiva
- Presidente: Rauno Mäkelä

Area tecnica
- Allenatore: Lauri Rantanen
- Allenatore in seconda: Jukka Lehti
- Scoutman: Ari-Heikki Kulmala

## Rosa
| N° | Nome                  | Ruolo | Data di nascita   | Nazionalità sportiva |
| -- | --------------------- | ----- | ----------------- | -------------------- |
| 1  | Jesse Mäntylä         | L     | 24 marzo 1987     | Finlandia            |
| 3  | Antti Ropponen        | O     | 17 agosto 1995    | Finlandia            |
| 5  | Tapio Toiviainen      | S     | 23 novembre 1995  | Finlandia            |
| 6  | Tomi Rumpunen         | S     | 11 aprile 1987    | Finlandia            |
| 7  | Peter Vuorinen        | S     | 4 febbraio 2001   | Finlandia            |
| 8  | Karri Kutinlahti      | C     | 26 gennaio 1995   | Finlandia            |
| 9  | Max Staples           | S     | 27 luglio 1994    | Australia            |
| 10 | Matti Toivola         | P     | 31 gennaio 1996   | Finlandia            |
| 11 | Petteri Friberg       | O     | 21 maggio 1991    | Finlandia            |
| 13 | Dmitrij Šestak        | C     | 28 novembre 1986  | Russia               |
| 14 | Kasimir Vuorinen      | S     | 28 agosto 1995    | Finlandia            |
| 15 | Matti Oivanen         | C     | 26 maggio 1986    | Finlandia            |
| 16 | Thomas Douglas-Powell | S     | 16 settembre 1992 | Australia            |
| 17 | Maksim Buculjević     | P     | 20 settembre 1991 | Serbia               |
| 20 | ️Johannes Laine        | S     | 5 gennaio 1993    | Finlandia            |
| 21 | ️Elias Haltia          | S     | 12 gennaio 2001   | Finlandia            |
| 27 | Jukka Lehti           | P     | 7 marzo 1982      | Finlandia            |

## Statistiche

### Statistiche dei giocatori
| Giocatore         | L. Mestaruusliiga | L. Mestaruusliiga | L. Mestaruusliiga | L. Mestaruusliiga | L. Mestaruusliiga | Coppa di Finlandia | Coppa di Finlandia | Coppa di Finlandia | Coppa di Finlandia | Coppa di Finlandia | Coppa CEV | Coppa CEV | Coppa CEV | Coppa CEV | Coppa CEV | Totale | Totale | Totale | Totale | Totale |
| Giocatore         | P                 | PT                | AV                | MV                | BV                | P                  | PT                 | AV                 | MV                 | BV                 | P         | PT        | AV        | MV        | BV        | P      | PT     | AV     | MV     | BV     |
| ----------------- | ----------------- | ----------------- | ----------------- | ----------------- | ----------------- | ------------------ | ------------------ | ------------------ | ------------------ | ------------------ | --------- | --------- | --------- | --------- | --------- | ------ | ------ | ------ | ------ | ------ |
| M. Buculjević     | 40                | 130               | 40                | 61                | 29                | 5                  | 10                 | 4                  | 5                  | 1                  | 2         | 6         | 2         | 2         | 2         | 47     | 146    | 46     | 68     | 32     |
| T. Douglas-Powell | 39                | 460               | 379               | 28                | 53                | 5                  | 82                 | 65                 | 6                  | 11                 | 1         | 16        | 14        | 1         | 1         | 45     | 558    | 458    | 35     | 65     |
| P. Friberg        | 9                 | 2                 | 2                 | 0                 | 0                 | 2                  | 4                  | 4                  | 0                  | 0                  | 2         | 9         | 6         | 3         | 0         | 13     | 15     | 12     | 3      | 0      |
| E. Haltia         | 0                 | 0                 | 0                 | 0                 | 0                 | -                  | -                  | -                  | -                  | -                  | -         | -         | -         | -         | -         | 0      | 0      | 0      | 0      | 0      |
| K. Kutinlahti     | 37                | 223               | 135               | 71                | 17                | 2                  | 8                  | 5                  | 3                  | 0                  | 1         | 2         | 1         | 0         | 1         | 40     | 233    | 141    | 74     | 18     |
| J. Laine          | 0                 | 0                 | 0                 | 0                 | 0                 | 1                  | 0                  | 0                  | 0                  | 0                  | -         | -         | -         | -         | -         | 1      | 0      | 0      | 0      | 0      |
| J. Lehti          | 1                 | 0                 | 0                 | 0                 | 0                 | -                  | -                  | -                  | -                  | -                  | -         | -         | -         | -         | -         | 1      | 0      | 0      | 0      | 0      |
| J. Mäntylä        | 42                | 0                 | 0                 | 0                 | 0                 | 5                  | 0                  | 0                  | 0                  | 0                  | 2         | 0         | 0         | 0         | 0         | 49     | 0      | 0      | 0      | 0      |
| M. Oivanen        | 39                | 403               | 210               | 115               | 78                | 5                  | 44                 | 22                 | 16                 | 6                  | 2         | 13        | 8         | 4         | 1         | 46     | 460    | 240    | 135    | 85     |
| A. Ropponen       | 42                | 694               | 607               | 38                | 49                | 5                  | 83                 | 73                 | 5                  | 5                  | 2         | 14        | 13        | 1         | 0         | 49     | 791    | 693    | 44     | 54     |
| T. Rumpunen       | 26                | 189               | 155               | 23                | 11                | 2                  | 12                 | 12                 | 0                  | 0                  | -         | -         | -         | -         | -         | 28     | 201    | 167    | 23     | 11     |
| D. Šestak         | 23                | 121               | 78                | 33                | 10                | 5                  | 21                 | 14                 | 5                  | 2                  | 2         | 7         | 6         | 1         | 0         | 30     | 149    | 98     | 39     | 12     |
| M. Staples        | 38                | 457               | 388               | 35                | 34                | 4                  | 27                 | 23                 | 3                  | 1                  | 2         | 28        | 21        | 3         | 4         | 44     | 512    | 432    | 41     | 39     |
| T. Toiviainen     | 39                | 136               | 119               | 13                | 4                 | 5                  | 29                 | 24                 | 4                  | 1                  | 2         | 16        | 11        | 4         | 1         | 46     | 181    | 154    | 21     | 6      |
| M. Toivola        | 43                | 29                | 17                | 4                 | 8                 | 5                  | 4                  | 0                  | 1                  | 3                  | 2         | 2         | 0         | 1         | 1         | 50     | 35     | 17     | 6      | 12     |
| K. Vuorinen       | 0                 | 0                 | 0                 | 0                 | 0                 | -                  | -                  | -                  | -                  | -                  | 0         | 0         | 0         | 0         | 0         | 0      | 0      | 0      | 0      | 0      |
| P. Vuorinen       | 1                 | 0                 | 0                 | 0                 | 0                 | -                  | -                  | -                  | -                  | -                  | -         | -         | -         | -         | -         | 1      | 0      | 0      | 0      | 0      |

P = presenze; PT = punti totali; AV = attacchi vincenti; MV = muri vincenti; BV = battute vincenti